# Diócesis de Rehe
La diócesis de Rehe o de Jehol (en latín: Dioecesis Geholensis y en chino: 天主教热河教区) es una circunscripción eclesiástica de la Iglesia católica en China. Se trata de una diócesis latina, sufragánea de la arquidiócesis de Fengtian. Desde el 29 de junio de 2008 es administrada como parte de la diócesis patriótica de Liaoning por el arzobispo Paul Pei Junmin, aunque para el Anuario Pontificio es sede vacante desde el 19 de enero de 1971. La Asociación Patriótica Católica China redujo y renombró a la arquidiócesis de Fengtian a diócesis de Shenyang en fecha no precisada, luego, en septiembre de 1981 la fusionó en su nueva diócesis de Liaoning, junto con las diócesis de Fushun, Yingkou y la diócesis oficial de Jinzhou (parte de la diócesis de Rehe), sin asentimiento de la Santa Sede.

## Territorio y organización
La diócesis extiende su jurisdicción sobre los fieles católicos de rito latino residentes en la parte occidental de la provincia de Liaoning y el este de la región autónoma de Mongolia Interior.
La sede de la diócesis se encuentra en la ciudad de Jinzhou, en donde se halla la catedral, aunque la sede patriótica oficial de la diócesis de Liaoning se halla en la ciudad de Shenyang (o Mukden), en donde se encuentra la Catedral del Sagrado Corazón.
En 1950 en la diócesis existían 40 parroquias.

## Historia
El vicariato apostólico de Mongolia Oriental fue erigido el 11 de diciembre de 1883 con el breve Quo sacra missio del papa León XIII, derivando el territorio del vicariato apostólico de Mongolia (hoy diócesis de Xiwanzi). Comprendía la provincia de Heilongjiang, la parte norte de la provincia de Zhili y la parte oriental de Mongolia Interior. La sede estaba ubicada en Songshuzuizi, Chaoyang, en la provincia de Zhili.
El 12 de diciembre de 1914 se restablecieron las fronteras entre los vicariatos de Mongolia Central y Mongolia Oriental con el decreto Decrevit haec de la Sagrada Congregación para la Propagación de la Fe.
El 3 de diciembre de 1924 asumió el nombre de vicariato apostólico de Jehol en virtud del decreto Vicarii et Praefecti de la Congregación de Propaganda Fide.
El 9 de julio de 1928 cedió una parte de su territorio para la erección de la misión sui iuris de Qiqihar (hoy prefectura apostólica de Qiqihar) mediante el breve Ea quae del papa Pío XI.
El 2 de agosto de 1929 cedió una parte de su territorio para la erección de la prefectura apostólica de Szepingkai (hoy diócesis de Sipingjie) mediante el breve Ex hac sublimi del papa Pío XI.
El 21 de enero de 1932 cedió una parte de su territorio para la erección de la prefectura apostólica de Chifeng (hoy diócesis de Chifeng) mediante el breve Romani Pontifices del papa Pío XI.
El 26 de marzo de 1932 cedió otra porción de su territorio a la prefectura apostólica de Szepingkai mediante el breve Vicarius apostolicus del papa Pío XI.
En marzo de 1933 el ejército japonés de Kwantung ocupó la provincia de Jehol y la colocó bajo la jurisdicción de Manchukuo, pero a los sacerdotes extranjeros todavía se les permitía continuar predicando y sirviendo localmente. En 1939 el obispo trasladó el palacio episcopal a Lingyuan.
Tras la invasión soviética el 15 de agosto de 1945 el emperador del Japón anunció la rendición poniendo fin a la Segunda Guerra Mundial y la República de China se apoderó de las cuatro provincias del noreste de Manchukuo.
El 11 de abril de 1946 el vicariato apostólico fue elevado a diócesis con la bula Quotidie Nos del papa Pío XII.
En junio de 1947 el Partido Comunista de China capturó la ciudad de Lingyuan, se impuso en la guerra civil y proclamó la República Popular China el 1 de octubre de 1949. El 4 de septiembre de 1951 China comunista expulsó al nuncio apostólico Antonio Riberi y la Santa Sede continuó reconociendo a la República de China en Taiwán como el legítimo gobierno chino. Todos los misioneros extranjeros fueron expulsados de China comunista en 1952, y los sacerdotes chinos locales debieron continuar administrando los asuntos de la diócesis. El obispo Louis Janssens y la mayor parte del clero huyeron a Pekín y establecieron la oficina de la diócesis de Rehe en esa ciudad. El 9 de enero de 1948 al obispo se le permitió dimitir y regresar a Bélgica. 
En diciembre de 1953 el obispo Joseph Julian Oste fue arrestado y deportado acusado de actividades contrarrevolucionarias por organizar el ejército marista, un grupo de oración de creyentes. Fue luego deportado a Hong Kong. En 1954 la oficina de la diócesis de Jehol en Pekín se vio obligada a cerrar.
En julio de 1955 el Primer Congreso Nacional del Pueblo decidió abolir la provincia de Rehe y colocar sus condados bajo la provincia de Liaoning, la provincia de Hebei y la región autónoma de Mongolia Interior, por lo que la diócesis de Rehe o Jehol quedó dentro de las fronteras de esas circunscripciones.
La Asociación Patriótica Católica China fue creada con el apoyo de la Oficina de Asuntos Religiosos de la República Popular de China en 1957, con el objetivo de controlar las actividades de los católicos en China. Su nombre público es Iglesia católica china y es referida como la "Iglesia oficial" en contraposición a la "Iglesia subterránea" o "Iglesia clandestina" leal a la Santa Sede.
La Asociación Patriótica Católica China renombró en junio de 1958 a la diócesis de Rehe como diócesis de Jinzhou (partes ubicada en Mongolia Interior y la provincia de Liaoning) y con la ciudad de Chengde y áreas adyacentes en la provincia de Hebei erigió la diócesis de Chengde, sin asentimiento de la Santa Sede. La sede de la nueva diócesis patriótica de Jinzhou fue trasladada a la ciudad de Jinzhou, capital de la provincia de Liaoxi.
En el período de 1966 a 1976 la Revolución Cultural se ensañó especialmente contra la religión, destruyéndose numerosas iglesias y cesaron todas las actividades religiosas en la diócesis. A principios de la década de 1980 la diócesis reanudó sus operaciones.
La Asociación Patriótica Católica China renombró a la arquidiócesis de Fengtian como diócesis de Fengtian en fecha no precisada, luego, en septiembre de 1981 la fusionó en su nueva diócesis de Liaoning, junto con las diócesis de Fushun, Yingkou y la diócesis oficial de Jinzhou (parte de la diócesis de Rehe), sin asentimiento de la Santa Sede.
El 22 de septiembre de 2018 se firmó en Pekín el Acuerdo provisional entre la Santa Sede y la República Popular de China sobre el nombramiento de los obispos. El 22 de octubre de 2020 el acuerdo fue prorrogado por otros dos años y en octubre de 2022 por otros dos años más.
El 8 de septiembre de 2018 cedió parte de su territorio para la erección de la diócesis de Chengde por el papa Francisco.
Debido a la situación particular de la Iglesia católica en China, la Santa Sede no nombra obispos para las diócesis chinas, que son sedes oficialmente vacantes incluso en presencia de obispos reconocidos por Roma.

## Estadísticas
Según el Anuario Pontificio 1951 la diócesis tenía a fines de 1950 un total de 31 845 fieles bautizados.
| Año                                                                             | Población            | Población | Población      | Sacerdotes | Sacerdotes    | Sacerdotes    | Bautizados por sacerdote | Diáconos permanentes | Religiosos | Religiosos | Parroquias |
| Año                                                                             | Bautizados católicos | Total     | % de católicos | Total      | Clero secular | Clero regular | Bautizados por sacerdote | Diáconos permanentes | Varones    | Mujeres    | Parroquias |
| ------------------------------------------------------------------------------- | -------------------- | --------- | -------------- | ---------- | ------------- | ------------- | ------------------------ | -------------------- | ---------- | ---------- | ---------- |
| 1950                                                                            | 31 845               | 5 235 341 | 0.6            | 76         | 20            | 56            | 419                      |                      | 47         | 46         | 40         |
| Fuente: Catholic-Hierarchy, que a su vez toma los datos del Anuario Pontificio. |                      |           |                |            |               |               |                          |                      |            |            |            |

## Episcopologio
- Théodore-Herman Rutjes, C.I.C.M. † (11 de diciembre de 1883[nota 1]-4 de agosto de 1896 falleció)
- Conrad Abels, C.I.C.M. † (9 de julio de 1897[nota 2]-4 de febrero de 1942 falleció)
- Louis Janssens, C.I.C.M. † (4 de febrero de 1942 por sucesión-9 de enero de 1948 renunció[nota 3])
- Joseph Julian Oste, C.I.C.M. † (9 de abril de 1948-19 de enero de 1971 falleció)
  - Sede vacante
  - John Zhao You-min † (22 de junio de 1958 consagrado-8 de marzo de 1988 falleció) (obispo oficial)
  - Paul Liu Shu-he † (1982-2 de mayo de 1993 falleció) (administrador apostólico clandestino)